# Kleinvieh
Zum Kleinvieh zählen Nutztiere (Vieh) wie Schafe, Ziegen, Kaninchen und Geflügel, die zur landwirtschaftlichen Nutzung wie Produktion von Milch, Eiern, Wolle oder als Schlachttiere dienen. Schafe und Ziegen werden mit dem Hausschwein, neuerdings auch mit sog. Kameliden (u. a. Lama), auch unter dem Begriff Mittelvieh zusammengefasst.
Davon unterscheidet man andere Kleintiere wie Hunde und Katzen, die zu den Haustieren zählen, und Heimtiere wie Meerschweinchen, Reptilien und Fische, die zum Vergnügen gehalten werden.
Mit der verbreiteten Redewendung „Kleinvieh macht auch Mist“ wird ausgedrückt, dass auch kleinere oder unbedeutender erscheinende Dinge einen gewissen (größeren) Ertrag bringen können.